# Stazione di Gravina in Puglia (FAL)
La stazione di Gravina in Puglia è una stazione ferroviaria posta sulla direttrice ferroviaria Bari-Altamura-Avigliano-Potenza delle Ferrovie Appulo Lucane; è a servizio della città di Gravina in Puglia.
Costituisce punto d'interscambio con la stazione omonima di RFI, posta sulla linea Rocchetta Sant'Antonio-Gioia del Colle.

## Strutture e impianti
La stazione è dotata di fabbricato viaggiatori con annessa sala d'attesa, biglietteria e biglietteria automatica.

## Traffico
Il bacino di utenza della linea è molto largo (circa 700 000 abitanti) nella tratta Modugno-Gravina, che comprende comuni con un numero di abitanti compresi tra i 10 000 e i 50 000, di cui i centri più grandi risultano essere Altamura e Gravina; questo si riduce notevolmente nella tratta Gravina-Avigliano, a causa di comuni con un numero di abitanti inferiore, tra i 1000 i 6000, a cui si aggiunge la lontananza delle stazioni ferroviarie dai centri, dislocate anche fino a 10 km di distanza.